# Fridrich Marjutin
Fridrich Michajlovič Marjutin (in russo Фридрих Михайлович Марютин?; Astrachan', 7 ottobre 1924 – San Pietroburgo, 9 settembre 2010) è stato un calciatore sovietico dal 1991 russo, di ruolo attaccante.

## Statistiche

### Cronologia presenze e reti in Nazionale
| Cronologia completa delle presenze e delle reti in nazionale ― [[Nazionale maschile di calcio dell' Unione Sovietica\| Unione Sovietica]] | Cronologia completa delle presenze e delle reti in nazionale ― [[Nazionale maschile di calcio dell' Unione Sovietica\| Unione Sovietica]] | Cronologia completa delle presenze e delle reti in nazionale ― [[Nazionale maschile di calcio dell' Unione Sovietica\| Unione Sovietica]]                                                      | Cronologia completa delle presenze e delle reti in nazionale ― [[Nazionale maschile di calcio dell' Unione Sovietica\| Unione Sovietica]] | Cronologia completa delle presenze e delle reti in nazionale ― [[Nazionale maschile di calcio dell' Unione Sovietica\| Unione Sovietica]] | Cronologia completa delle presenze e delle reti in nazionale ― [[Nazionale maschile di calcio dell' Unione Sovietica\| Unione Sovietica]] | Cronologia completa delle presenze e delle reti in nazionale ― [[Nazionale maschile di calcio dell' Unione Sovietica\| Unione Sovietica]] | Cronologia completa delle presenze e delle reti in nazionale ― [[Nazionale maschile di calcio dell' Unione Sovietica\| Unione Sovietica]] |
| Data | Città | In casa | Risultato | Ospiti | Competizione | Reti | Note |
| --- | --- | --- | --- | --- | --- | --- | --- |
| 20/07/1952 | Tampere | [[Nazionale maschile di calcio dell' Unione Sovietica\| Unione Sovietica]] [[File: Flag of the Soviet Union (1936 – 1955).svg\|class=noviewer\| Unione Sovietica (bandiera)\|border\|20x16px]] | 5 – 5 | Jugoslavia | Olimpiadi 1952 | - | |
| Totale | | Presenze | 1 | | Reti | 0 | |